# Impuestos en Colombia
Se determinan las clases de impuestos y las tasas que pueden ser aplicadas. El país heredó una política de impuestos dura y difusa del Imperio español caracterizada por una fuerte dependencia de los impuestos de la aduana. Los puros impuestos en Colombia pueden dividirse en impuestos nacionales e impuestos locales.

## Impuestos nacionales
Los impuestos nacionales están administrados por la Dirección de Impuestos y Aduanas Nacionales (DIAN).Algunos de estos impuestos incluyen:

### Retención en la fuente
Es un mecanismo para recaudar impuestos anticipadamente. Se creó en 1989 para acelerar el recaudo de impuestos en el momento en que se causan. En el momento de declarar los impuestos, este valor puede ser restado del valor a pagar en la declaración de renta. Para las personas no declarantes se considera como un impuesto.

### IVA
El impuesto de valor agregado (IVA) es el impuesto indirecto principal. Este impuesto es del 19% del precio de las mercancías, bienes y servicios con algunas excepciones: transporte público, suministro de agua y saneamiento, el transporte de hidrocarburos y gas naturales. La DIAN reconoce dos categorías separadas (regímenes) de IVA: común y simplificado.  El primero refiere a negocios con patrimonio superior a 68 millones de pesos (aproximadamente 25,000 USD), y el segundo se refiere a aquellos con un patrimonio menor. Aunque ambos están obligados a pagar el mismo porcentaje, los contribuyentes del régimen simplificado no están obligados a realizar un registro contable aparte para el IVA o para generar facturas...

### Impuesto de timbre
El impuesto de timbre es un impuesto para la expedición de un documento oficial (o en la validez de documentos privados), tales como un contrato o una modificación contractual.
Se aplica a:
| Documento o actuación                                         | Valor 2010 (pesos) | Valor 2016 (pesos) |
| ------------------------------------------------------------- | ------------------ | ------------------ |
| Pasaporte electrónico ordinario                               | 30.000             | 163.000            |
| Pasaporte electrónico ejecutivo                               | 30.000             | 253.000            |
| Revalidaciones de pasaportes ordinarios, expedidos en el país | 12.000             | ?                  |
| Concesiones de explotación de bosques naturales               | 59.000             | ?                  |
| Concesiones de explotación de maderas finas                   | 178.000            | ?                  |
| Aporte de una zona esmeraldífera                              | 297.000            | ?                  |
| Licencia para portar armas de fuego                           | 119.000            | ?                  |
| Licencia para comerciar en municiones y explosivos            | 890.000            | ?                  |
| Renovación licencia para portar armas de fuego                | 30.000             | ?                  |
| Renovación licencia para comerciar en municiones y explosivos | 593.000            | ?                  |
| Reconocimiento de persona jurídica                            | 119.000            | ?                  |
| Reconocimiento de persona jurídica para ESALES                | 59.000             | ?                  |

### Impuesto al patrimonio
Llamado en la reforma de 2018 "Impuesto a la riqueza" es un impuesto al patrimonio que grava hasta el 1% del patrimonio. Este impuesto requiere el pago anual de 1% del patrimonio total de personas con patrimonios estimados mayores a 5 mil millones pesos.

### Impuesto sobre la renta
El impuesto sobre la renta es un impuesto que grava la utilidad de las personas, empresas, u otras entidades legales. El impuesto a la renta es la columna vertebral del sistema tributario porque liga el ahorro con la inversión, y tiene repercusiones sobre los incentivos en los mercados laborales y los emprendimientos.
- Empresas: Impuesto sobre la renta (Impuesto a la renta y complementarios) debe ser pagado por todas las empresas locales y extranjeras que operan en Colombia, quiénes son sujetos a un impuesto corporativo del 33%.[4]
- Individual: ciudadanos colombianos y extranjeros nacionalizados quiénes han vivido continuamente en Colombia en total 183 días, son después sujetos al impuesto sobre la renta individual basado en un sistema de índices de impuesto.

La tabla de abajo muestra el índice de impuesto en unidades de UVT (Unidad de Valor Tributario), en la cual 1 UVT = $34.270 COP para 2020.
| Gama de ingresos en UVT[6] | Índice de impuesto |
| -------------------------- | ------------------ |
| 0 a 1,090                  | 0%                 |
| >1,090 a 1,700             | 19%                |
| >1,700 a 4,100             | 28%                |
| >4,100                     | 33%                |

### Impuesto a las transacciones financieras
Comenzó en Colombia en noviembre de 1998.
Fue creado durante el gobierno del entonces presidente Andrés Pastrana como una medida de emergencia para enfrentar una grave crisis financiera que afectaba al sector bancario y cooperativo del país.
Inicialmente, la tarifa del impuesto era del 2x1000 (dos pesos por cada mil pesos movilizados), y se contempló como una medida temporal, con una vigencia inicial hasta finales de 1999.
Sin embargo, debido a su facilidad de recaudo y la necesidad de continuar atendiendo diversas crisis económicas, el impuesto se ha mantenido y su tarifa se incrementó con el tiempo hasta el 4x1000 actual.
El Gravamen a los Movimientos Financieros (GMF) (conocido como cuatro por mil ó impuesto a las transacciones financieras (ITF)) es un impuesto a las transacciones financieras, este impuesto es del 0,4% sobre todas las transacciones financieras, incluidos retiros de dinero de cajeros automáticos, pagarés, transferencias bancarias, banca por internet, letras bancarias y cheques bancarios, dinero en depósitos a término, sobregiros, préstamos en cuotas, obligaciones de aseguramiento de valores y otras formas riesgos no registrados en los balances, aseguramiento de documentos y otros artículos en una caja de seguridad bancaria, intercambio de divisas o fondos de inversión.
- Retiro en efectivo, mediante cheque, mediante talonario, con tarjeta débito, por cajero electrónico, retiro o pago en puntos de pago, notas débito; expedición de cheques de gerencia. También se cobra el cuatro por mil en los casos siguientes:
- Traslado de fondos a cualquier título.
- Cesión de recursos a cualquier título.
- Traslado o cesión de recursos entre diferentes copropietarios sobre carteras colectivas.
- Retiro de recursos por parte del beneficiario o fideicomitente sobre carteras colectivas.
- Los pagos o transferencias efectuados a terceros a través de notas débito manejados por cuentas contables o de otro género diferentes a las cuentas corrientes, de ahorro o de depósito.
- Los movimientos contables en los que se configure el pago de obligaciones o el traslado de bienes, recursos o de derechos a cualquier título.
- Los débitos efectuados sobre los depósitos acreditados como saldos positivos de tarjetas de crédito.
- El retiro del cheque y el pago del mismo en las cuentas de ahorro.
- La expedición de cheques de gerencia con cargo a una cuenta corriente o de ahorros del usuario.

Exenciones
En 2014, las cuentas con operaciones menores a 9,6 millones de pesos mensuales (350 UVT) quedaron exentas del impuesto del cuatro por mil.

### Impuestos saludables
Introducidos al sistema fiscal colombiano por medio de la Ley 2277 de 2022 a través de la consagración del impuesto a las bebidas azucaras (artículo 54 de la Ley que reformó el artículo 513-1 del Estatuto Tributario) y del impuesto a los alimentos ultraprocesados (artículo 54 de la ley que reformó el artículo 513-8 del Estatuto Tributario). 
Tales impuestos notoriamente regresivos se concentraron en gravar alimentos y bebidas en desarrollo de incentivos a comportamiento en consumo de alimentos más saludables en el marco de estrategias de salud pública en el país. 

## Impuestos locales
Este grupo de impuestos incluye:
- Impuesto a ganadores de loterías: Impuesto a ganadores de lotería.
- Impuesto a loterías foráneas.
- Impuesto al consumo de cervezas, sifones y refajos: Impuesto a la cerveza
- Impuesto al consumo de licores, vinos, aperitivos y similares: Impuesto a las bebidas alcohólicas.
- Impuesto al consumo de cigarrillos: Impuesto a cigarrillos
- Impuesto al consumo de gasolina: Impuesto a la gasolina
- Degüello de ganado: Impuesto en mataderos
- Impuesto de registro: Impuesto para registrar grados académicos, patentes, nombres, etc.
- Impuesto de circulación y tránsito o rodamiento: Impuesto aplicado a los vehículos de transporte público por parte de los municipios.[nota 2]
- Impuesto sobre vehículos automotores: Impuesto en automóviles
- Impuesto de industria y comercio: Impuesto en establecimientos industriales o comerciales
- Impuesto de avisos y tableros: Impuesto publicitario

### Impuesto sobre vehículos automotores
El impuesto sobre la propiedad de vehículos tiene como base gravable el valor comercial del vehículo.
El impuesto se paga ante los departamentos o distrito capital, y ellos son quienes administran y controlan el pago.
Los vehículos gravados incluyen los nuevos y usados excluyendo, entre otros, los vehículos de transporte público de pasajeros y de carga.
| Valor comercial del vehículo          | Tasa impuesto |
| ------------------------------------- | ------------- |
| Hasta $36.810.000                     | 1,5%          |
| Más de $36.810.000 y hasta 82.822.000 | 2,5%          |
| Más de $82.822.000                    | 3,5%          |
| * Tarifas a partir de 2011            |               |

### Impuesto predial
Es el Impuesto de propiedad que grava anualmente el derecho de propiedad, usufructo o posesión de un bien inmueble localizado en Colombia. Este impuesto es cobrado y administrado por las municipalidades o distritos donde se ubica el inmueble. La tarifa oscila entre el 0,3% y el 3,3% sobre el avalúo catastral del predio.

### Impuesto industria y comercio ICA
Es el impuesto que grava las actividades de industriales, comerciantes y prestadores de servicios, sean personas naturales o jurídicas, que desarrollen una actividad sujeta a dicho impuesto. Este impuesto es cobrado y administrado por las municipalidades o distritos donde se realiza la actividad. La tarifa oscila entre el 0,2% y el 1% sobre los ingresos.

### Impuesto de publicidad
El impuesto de avisos y tableros es el impuesto a la publicidad. Este impuesto es cobrado y administrado por las municipalidades o distritos donde se realiza dicha actividad. La tarifa corresponde al 15% del impuesto de industria y comercio.